# Senandorita
La senandorita és un mineral de la classe dels sulfurs, que pertany al grup de la sèrie homòloga de la lil·lianita. Rep el seu nom per la seva relació amb l'andorita.
Fins al mes de setembre de 2022 s'anomenava andorita VI, canviant el nom a l'actual degut a les noves directrius aprovades per la CNMNC per a la nomenclatura de polimorfs i polisomes.

## Característiques
La senandorita és una sulfosal de fórmula química AgPbSb₃S₆. Cristal·litza en el sistema ortoròmbic. És una espècie estretament relacionada amb un mineral encara sense anomenar format per argent, plom i bismut, la qual podria ser idèntica a la gustavita. La nakaseïta és una varietat de la senandorita que inclou coure a la fórmula. Rep el nom de la mina Nakada, a la Prefectura de Hyogo, Japó.

## Formació i jaciments
Ha estat trobada a Oploca (Jujuy, Argentina), a Oruro (Bolívia), a Sekinomiya-machi (Honshu, Japó), a l'estat de Guanajuato (Mèxic) i a diverses localitats eslovaques.